# Our Bright Future
Our Bright Future è un album da Tracy Chapman, cantautrice statunitense, pubblicato nel 2008.

## Tracce
1. Sing For You – 4:25
2. I Did It All – 3:10
3. Save Us All – 3:46
4. Our Bright Future – 4:13
5. For A Dream – 3:19
6. Thinking Of You – 4:49
7. A Theory – 3:18
8. Conditional – 4:05
9. Something To See (No War) – 4:14
10. First Person On Earth – 3:52
11. Spring – 3:07